# 伊勢貞辰
伊勢 貞辰（いせ さだとき、生没年不詳）は、戦国時代の武将。京都伊勢氏（山城伊勢氏）の一族。室町幕府の奉公衆であったが、後に後北条氏家臣となった。兵庫頭、後に備中守。法名は清辰、是亦斎。伊勢貞職の子。伊勢貞藤の孫。
永正13年（1516年）に将軍足利義稙の申次として登場する。大永6年（1526年）と享禄2年（1529年）に足利義晴の命で朝倉氏への使者になっている。
天文元年（1532年）、同族である北条氏綱が鶴岡八幡宮再建に乗り出すと、義晴の使者として派遣される。2年後の天文3年（1534年）6月に息子の八郎（伊勢貞就）と又三郎（伊勢貞孝）を連れて再び氏綱への使者を務めた際に、父子ともに氏綱に仕えた。ただし、又三郎は宗家の当主である政所執事伊勢貞忠の養子に迎えられ、天文4年（1535年）の貞忠の死去に伴って家督と政所執事を継いでいる。
貞辰は氏綱から小田原城の城下に屋敷を与えられ、天文3年（1534年）12月に冷泉為和が小田原城を訪問した際に和歌の会を開いている。また、宗牧の『東国紀行』にもその名が登場している。その後も、後北条家の評定衆として活動し、『小田原衆所領役帳』にも「伊勢備中守」として名前が記載されていることから永禄年間にも活動していたことが分かる。